# Prvenstvo Zagrebačkog nogometnog podsaveza 1931./32.

Prvenstvo Zagrebačkog nogometnog podsaveza 1931./32. bilo je trinaesto po redu nogometno prvenstveno natjecanje u organizaciji Zagrebačkog nogometnog podsaveza. Jugoslavenski nogometni savez je na svojoj 14. glavnoj skupštini usvojio novi način odigravanja prvenstva, te su u prvenstvu Zagrebačkog nogometnog podsaveza ponovno uvedeni 1. A i 1. B razred. Prvakom je postao HAŠK nakon što je u posljednjoj utakmici odigranoj 22. svibnja 1932. godine pred 2000 gledatelja pobijedio Concordiju 2:0.

## Natjecateljski sustav
Prvenstvo Zagreba bilo je podijeljeno u 5 razreda. Najjači razredi, 1. A i 1. B, formirani su nakon izlučnog dijela natjecanja u kojem su sudjelovali Grafičar, Ferraria, Jugoslavija, Slavija, Sokol, Šparta, Viktorija i Željezničar. Državni ligaši Građanski, HAŠK i Concordia izravno su se plasirali u 1. A razred. Tri prvoplasirane momčadi nakon dvokružnog natjecateljskog sustava izborile su natjecanje 1. A razredu, a preostalih 5 momčadi formirale su 1. B razred. Prvakom Zagrebačkog nogometnog podsaveza postala je momčad s najviše sakupljenih bodova nakon dvokružnog natjecateljskog sustava (pobjeda = 2 boda, neodlučeno = 1 bod, poraz = bez bodova). U prednatjecanje za državno prvenstvo plasirale su se tri prvoplasirane momčadi izravno, te četvrtoplasirana momčad i prvak provincije u doigravanje.

## Izlučno natjecanje
| mj | naziv kluba | uta | pob | neo | izg | pop | pri | bod |
| -- | ----------- | --- | --- | --- | --- | --- | --- | --- |
| 1. | Viktorija   | 14  | 10  | 4   | 0   | 41  | 7   | 24  |
| 2. | Željezničar | 14  | 8   | 2   | 4   | 34  | 17  | 18  |
| 3. | Jugoslavija | 14  | 6   | 6   | 2   | 30  | 17  | 18  |
| 4. | Šparta      | 14  | 5   | 4   | 5   | 16  | 16  | 14  |
| 5. | Grafičar    | 14  | 7   | 0   | 7   | 20  | 26  | 14  |
| 6. | Sokol       | 14  | 4   | 3   | 7   | 17  | 22  | 11  |
| 7. | Slavija     | 14  | 2   | 3   | 9   | 20  | 43  | 5   |
| 8. | Ferraria    | 14  | 2   | 2   | 10  | 10  | 40  | 4   |

Viktoria, Željezničar i Jugoslavija su izborili plasman u 1. A razred

## 1. A razred

### Rezultati
| rezultatska križaljka | HAŠ  | GRA | CON | VIK | ŽEL | JUG |
| --------------------- | ---- | --- | --- | --- | --- | --- |
| HAŠK                  | HAŠ  | 3:2 | 2:2 | 2:0 | 4:0 | 1:0 |
| Građanski             | 3:1  | GRA | 0:0 | 0:0 | 7:0 | 0:0 |
| Concordia             | 0:2  | 2:5 | CON | 1:3 | 5:1 | 2:1 |
| Viktorija             | 1:2  | 0:4 | ?   | VIK | 4:1 | 8:0 |
| Željezničar           | 0:3  | 0:6 | ?   | 2:5 | ŽEL | 1:0 |
| Jugoslavija           | 0:12 | 1:6 | ?   | 1:3 | 1:1 | JUG |

### Ljestvica učinka
| mj | naziv kluba | uta | pob | neo | izg | pop | pri | bod |
| -- | ----------- | --- | --- | --- | --- | --- | --- | --- |
| 1. | HAŠK        | 10  | 8   | 1   | 1   | 30  | 8   | 17  |
| 2. | Građanski   | 10  | 6   | 3   | 1   | 33  | 7   | 15  |
| 3. | Concordia   | 10  | 4   | 2   | 4   | 17  | 15  | 10  |
| 4. | Viktorija   | 10  | 4   | 1   | 5   | 21  | 18  | 9   |
| 5. | Željezničar | 10  | 2   | 1   | 7   | 9   | 35  | 5   |
| 6. | Jugoslavija | 10  | 1   | 2   | 7   | 7   | 34  | 4   |

- HAŠK, Građanski i Concordia plasirali su se u jednu od skupina prednatjecanja za državno prvenstvo, a Viktorija u doigravanje prednatjecanja državnog prvenstva.

## Prvenstvo provincije
Prvak provincije Zagrebačkog nogometnog podsaveza po drugi puta za redom postala je Segesta, izborivši time utakmicu doigravanja u prednatjecanju državnog prvenstva 1931./32.